# هجوم الضمير (أبريل 2016)
هجوم الضمير هو هجوم عسكري شنه في أبريل 2016 تنظيم الدولة الإسلامية بالقرب من مدينة الضمير، شرق دمشق، سوريا. والهجوم جدير بالملاحظة لقيام تنظيم الدولة الإسلامية باختطاف المئات من عمال معمل الإسمنت.

## الهجوم
في 4 أبريل، هاجم تنظيم الدولة الإسلامية مناطق حول مدينة الضمير، شمال شرق دمشق، مما أدى إلى اختطاف ما يتراوح بين 250 و300 من عمال معمل الأسمنت من مصنع على يد تنظيم الدولة الإسلامية. وتردد أن تنظيم الدولة الإسلامية ذبح 175 منهم بعد ذلك، بينما نجا 75 منهم. وقتل الموظفون الدروز في حين أطلق سراح المسلمين غير المنتمين إلى أقليات.
في 6 أبريل، شن تنظيم الدولة الإسلامية هجوما على قاعدة المضير الجوية، خارج البلدة، فأرسل خمس سيارات ملغومة وقتل 12 جنديا سوريا. وقد تم صد الهجوم من قبل الجيش السوري وقوات الدفاع الوطني. وبسبب وقف جزئي لإطلاق النار، أفادت التقارير بأن القوات المسلحة السورية سمحت لبعض مقاتلي جيش الإسلام من الغوطة بالعبور إلى الضمير من أجل محاربة تنظيم الدولة الإسلامية. كما ضرب سلاح الجو السوري أهدافا للتنظيم في الجبهة مع المعارضة.
في 7 أبريل، كان تنظيم الدولة الإسلامية قد استولى على خمس مواقع حكومية، بما في ذلك نقطتي تفتيش، ولكنه لم يتمكن عموما من كسب أرضية كبيرة. واستمر القتال العنيف بالقرب من المطار ومحطة تشرين لتوليد الكهرباء، ولكن الجهاديين لم يتمكنوا من دخول أي من المنشأة. وفي 9 أبريل، أفيد بأنه تم صد هجوم جديد نفذه تنظيم الدولة الإسلامية على المطار ومحطة توليد الكهرباء، وبعد ذلك أعلن عن تأمين المطار.
في 11 أبريل، اسقط تنظيم الدولة الإسلامية طائرة تابعة لسلاح الجو السوري بالقرب من القاعدة الجوية. وبعد ذلك بيومين، تم صد هجوم آخر على القاعدة الجوية، على الرغم من أن نقاط التفتيش التابعة للجيش خارج القاعدة تعرضت لأضرار بالغة.
في 14 أبريل، شن الجيش هجوما مضادا وسرعان ما استعاد عدة قمم التلال، وفي اليوم التالي، استعاد الجيش السيطرة على قاعدة خان أبو الشامات ومعمل إسمنت البادية. وفي 16 أبريل، واصل الجيش التقدم واستعاد السيطرة على قاعدة الكتيبة 559، والمعمل الصيني، ومحطة الصفا، ونقطت تفتيش مثلث بغداد-تدمر-الأردن، مما أنهى الهجوم على تنظيم الدولة الإسلامية.